# Nyctibora azteca
Nyctibora azteca es una especie de cucaracha del género Nyctibora, familia Ectobiidae. Fue descrita científicamente por Saussure & Zehntner en 1893.
Habita en México, Guatemala, Colombia y Venezuela.